# Liste des évêques de San Miniato
Cette liste recense les évêques qui se sont succédé sur le diocèse de San Miniato depuis son érection le 5 décembre 1622 par la bulle Pro excellenti du pape Grégoire XV jusqu'à nos jours. 

## Évêques
- Francesco Nori (1624-1631)
- Alessandro Strozzi (1632-1648)
- Angelo Pichi (1648-1653)
- Pietro Frescobaldi (1654-1654)
- Giovan Battista Barducci (1656-1661)
- Mauro Corsi, O.S.B.Cam (1662-1680)
- Jacopo Antonio Morigia, B. (1681-1683) nommé archevêque de Florence
- Michele Carlo Visdomini Cortigiani (1683-1703) nommé évêque de Pistoia et de Prato
- Giovanni Francesco Maria Poggi, O.S.M (1703-1719)
- Andrea Luigi Cattani (1720-1734)
- Giuseppe Suares de la Concha (1735-1754)
- Domenico Poltri (1755-1778)
- Francesco Brunone Fazzi (1779-1806)
- Pietro Fazzi (1806-1832)
- Torello Romolo Pierazzi (1834-1851)
  - Siège vacant (1851-1854)
- Francesco Maria Alli Maccarani (1854-1863)
  - Siège vacant (1863-1867)
- Annibale Barabesi (1867-1897)
- Bienheureux Pio Alberto del Corona, O.P (1897-1907)
- Carlo Falcini (1907-1928)
- Ugo Giubbi (1928-1946)
- Felice Beccaro (1946-1972)
- Paolo Ghizzoni (1972-1986)
- Edoardo Ricci (1987-2004)
- Fausto Tardelli (2004-2014) nommé évêque de Pistoia
- Andrea Migliavacca (2015-2022) nommé évêque d'Arezzo
- Giovanni Paccosi (2022- )